# أنجيرا
أنجيرا أو أنجيراس (بالسنسكريتية: अङ्गिरा)، و(بالإنجليزية: Angiras or Angira)‏، كان ريشي (حكيم) فيدي في الهندوسية. وصف في الريجفيدا بأنه معلم المعرفة الإلهية، ووسيط بين الرجال والآلهة، كما ورد في تراتيل أخرى ليكون أول الآجني-ديفات (آلهة النار). في بعض النصوص، يُعتبر أحد الحكماء السبعة العظماء أو السابتاريشي، لكن في نصوص أخرى ورد ذكره ولكن لم يُحسب في قائمة الحكماء السبعة العظماء.

## روابط خارجية
- The First Maṇḍala of the Ṛig-Veda, Frederic Pincott (see discussion on Angiras)